# Braga Nikita
Braga Nikita (Szentpétervár, 1999. január 5. –) orosz színész.

## Életpályája
1999-ben született Szentpéterváron. A helyi Rimszkij-Korszakov Zeneiskola ének szakirányán színész szakképesítést szerzett. 2016-2021 között a Pesti Broadway Stúdió tanulója volt. Rendszeresen játszik budapesti és vidéki színházakban is. 2025-től az Erkel Színház tagja.

## Színházi szerepei

### PS Produkció
- We will rock you (Galileo Figaro)

### Szentpétervári Zenés Komédia Színház
- Olivér
- Aladdin

### Budapesti Operettszínház
- Lady Budapest
- Notre-Dame-i toronyőr
- Dorian Gray
- István, a király
- Godspell
- Péntek 13
- Rómeó és Júlia

### Karinthy Színház
- Félőlény

### Szegedi Szabadtéri Játékok
- Titanic

### Nyíregyházi Móricz Zsigmond Színház
- Misi mókus

### Magyar Színház–PS Produkció
- Vámpírok bálja

### Veszprémi Petőfi Színház
- Mozart (Wolfgang Mozart)

### RAM Art Színház
- Misi Mókus[6]
- Apostol

### Veres1 Színház
- Szép nyári nap (Varga Péter)